# Embassy

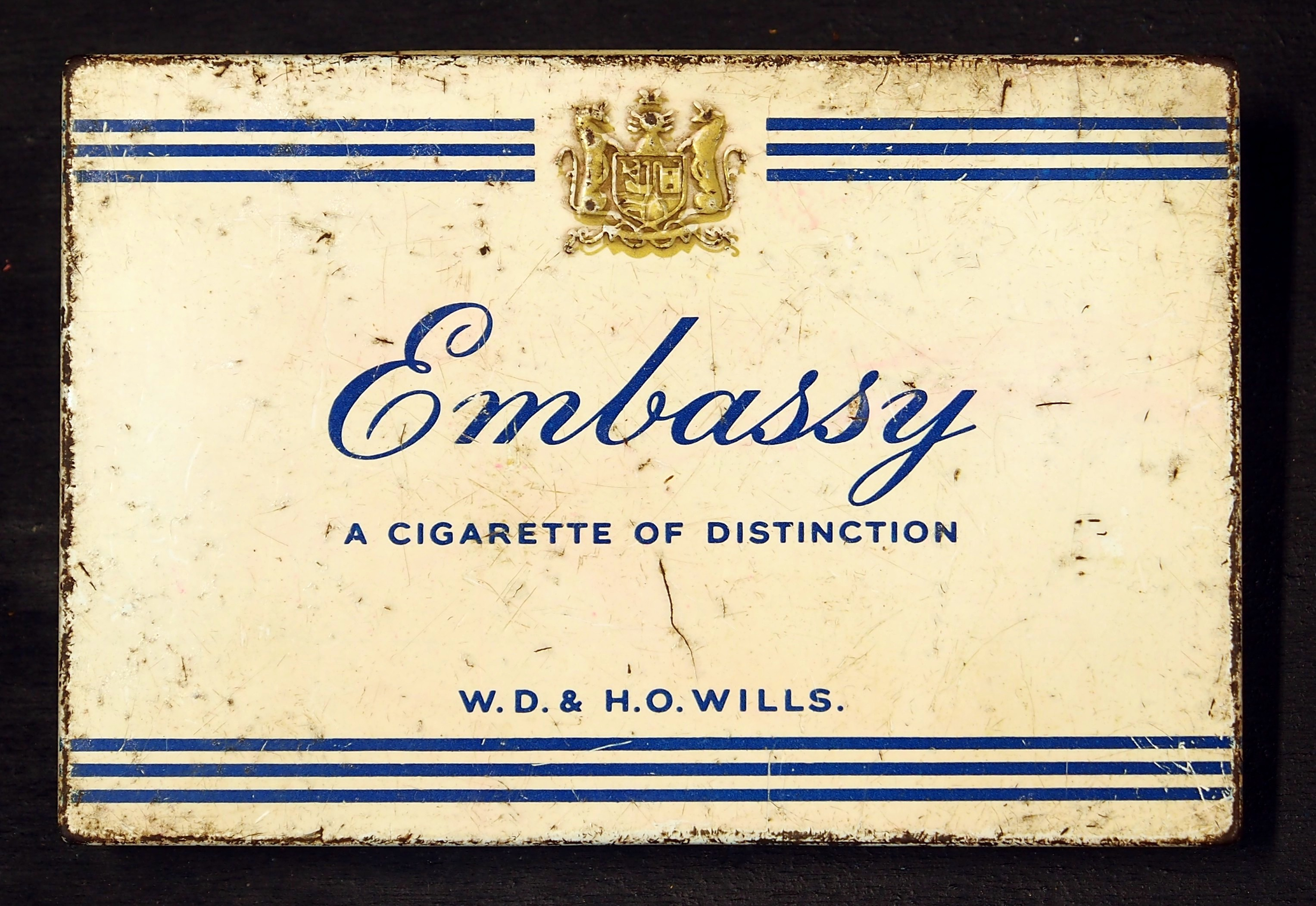

«Embassy» (с англ. — «посольство») — британская марка сигарет. Создана в 1914 году компанией «W.D. & H.O. Wills», в настоящее время принадлежит компании «Imperial Tobacco».
Представленные на рынке в 1962 году сигареты «Embassy» с фильтром к 1969 году стали самыми популярными в Британии. В 2001 году сигареты «Embassy No. 1» занимали долю в 3,1 % легального рынка и приблизительно 4,8 % — нелегального (по данным изъятий). В 2004 году на «Embassy» приходились 24 % так называемого «премиального сегмента».
Марка «Embassy» в течение 30 лет была титульным спонсором чемпионата мира по снукеру, с розыгрыша 1976 года по 2005 год. Когда во время финального матча чемпионата мира-1980 «Би-би-си» вернулся к снукерному матчу после перерыва в трансляции в связи со штурмом иранского посольства, комментатор Тед Лоу заметил, «перейдём от одного посольства к другому». В 1999 году больной раком горла двукратный чемпион мира Алекс Хиггинс подал в суд на «Embassy» и «Benson & Hedges» — спонсора турнира «Мастерс». Хиггинс утверждал, что поощрение курения на турнирах, а также раздача игрокам бесплатных сигарет послужили причиной его заболевания. Помимо снукера, «Embassy» спонсировала команду Грэма Хилла в чемпионате в классе «Формула-1» («Эмбасси-Хилл»), а также чемпионат мира по дартсу под эгидой BDO.